# مهمانی تولد استفان توبولوسکی
مهمانی تولد استفان توبولوسکی (انگلیسی: Stephen Tobolowsky's Birthday Party) یک فیلم در ژانر مستند است که در سال ۲۰۰۵ منتشر شد. از بازیگران آن می‌توان به استیون توبولوسکی، ایمی آدامز، و مینا سوواری اشاره کرد.